# Vinyl (Fernsehserie)
Vinyl ist eine US-amerikanische Fernsehserie von Terence Winter, die vom 14. Februar 2016 bis zum 17. April 2016 beim Sender HBO ausgestrahlt wurde. Ausführende Produzenten waren unter anderem Martin Scorsese, der schon an Winters vorherigen Projekten Boardwalk Empire und The Wolf of Wall Street beteiligt war, sowie Mick Jagger. Die Erstausstrahlung der deutschsprachig synchronisierten Version der Serie war vom 7. April 2016 bis zum 9. Juni 2016 beim Sender Sky Atlantic zu sehen.
HBO verlängerte Vinyl ursprünglich nach nur einer ausgestrahlten Episode direkt für eine zweite Staffel. Aufgrund kreativer Differenzen verließ Terence Winter die Serie nach Ende der Produktionen von Staffel eins und gab seine Position als Showrunner ab. Am 22. Juni 2016 wiederum wurde bekanntgegeben, dass die Verlängerung zurückgezogen wurde und es doch keine zweite Staffel geben wird. Die Serie endet somit nach einer Staffel mit 10 Folgen.

## Inhalt
Die Serie ist im Musik-Business der 1970er Jahre angesiedelt und dreht sich um den (fiktiven) Plattenboss Richie Finestra. Seine Ehe mit dem Model Devon steht ebenso wie seine Firma „American Century Records“ vor großen Problemen. In der Musikszene sind die Stile Punk und Disco im Kommen und Richie will sein Plattenlabel mit neuem Sound retten.

## Besetzung und Synchronisation
Die Film- & Fernseh-Synchron übernahm die deutsche Vertonung der Serie. Rainer Martens führte die Dialogregie und schrieb neben Jan Odle, Klaus Hüttmann und Markus Engelhardt die Dialogbücher.
| Rolle                 | Schauspieler            | Synchronsprecher     |
| --------------------- | ----------------------- | -------------------- |
| Richie Finestra       | Bobby Cannavale         | Oliver Stritzel      |
| Devon Finestra        | Olivia Wilde            | Claudia Lössl        |
| Zak Yankovich         | Ray Romano              | Hans-Georg Panczak   |
| Lester Grimes         | Ato Essandoh            | Stefan Günther       |
| Julian „Julie“ Silver | Max Casella             | Matthias Klie        |
| Scot Leavitt          | P. J. Byrne             | Patrick Schröder     |
| Skip Fontaine         | J. C. MacKenzie         | Mike Carl            |
| Ingrid Superstar      | Birgitte Hjort Sørensen | Caroline Combrinck   |
| Jamie Vine            | Juno Temple             | Gabrielle Pietermann |
| Clark Morelle         | Jack Quaid              | Tim Schwarzmaier     |
| Kip Stevens           | James Jagger            | Patrick Roche        |
| Maury Gold            | Paul Ben-Victor         | Holger Schwiers      |

## Episodenliste
| Nr. (ges.) | Nr. (St.) | Deutscher Titel         | Originaltitel       | Erstausstrahlung USA | Deutschsprachige Erstausstrahlung (D) | Regie           | Drehbuch                                                                                                | Quoten (USA) |
| ---------- | --------- | ----------------------- | ------------------- | -------------------- | ------------------------------------- | --------------- | --- | ------------ |
| 1          | 1         | Nasty Bits              | Pilot               | 14. Feb. 2016        | 7. Apr. 2016                          | Martin Scorsese | Rich Cohen & Mick Jagger & Martin Scorsese & Terence Winter Schauspiel: Terence Winter & George Mastras | 0,25 Mio.    |
| 2          | 2         | Noch einmal gestern     | Yesterday Once More | 21. Feb. 2016        | 14. Apr. 2016                         | Allen Coulter   | Terence Winter                                                                                          | 0,27 Mio.    |
| 3          | 3         | Geflüsterte Geheimnisse | Whispered Secrets   | 28. Feb. 2016        | 21. Apr. 2016                         | Mark Romanek    | Jonathan Tropper & Debora Cahn & Adam Rapp                                                              | 0,20 Mio.    |
| 4          | 4         | Der Schläger            | The Racket          | 6. März 2016         | 28. Apr. 2016                         | S. J. Clarkson  | Debora Cahn                                                                                             | 0,21 Mio.    |
| 5          | 5         | Flotter Vierer          | He in Racist Fire   | 13. März 2016        | 5. Mai 2016                           | Peter Sollett   | Richard Price & Steven Zaillian                                                                         | 0,21 Mio.    |
| 6          | 6         | Achterbahn              | Cyclone             | 20. März 2016        | 12. Mai 2016                          | Nicole Kassell  | Carl Capotorto & Erin Cressida Wilson                                                                   | 0,21 Mio.    |
| 7          | 7         | Der King und ich        | The King and I      | 27. März 2016        | 19. Mai 2016                          | Allen Coulter   | David Matthews                                                                                          | 0,22 Mio.    |
| 8          | 8         | E.A.H.                  | E.A.B.              | 3. Apr. 2016         | 26. Mai 2016                          | Jon S. Baird    | Riccardo DiLoreto & Michael Mitnick                                                                     | 0,20 Mio.    |
| 9          | 9         | Rock and Roll Queen     | Rock and Roll Queen | 10. Apr. 2016        | 2. Juni 2016                          | Carl Franklin   | Debora Cahn                                                                                             | 0,24 Mio.    |
| 10         | 10        | Alibi                   | Alibi               | 17. Apr. 2016        | 9. Juni 2016                          | Allen Coulter   | Terence Winter                                                                                          | 0,20 Mio.    |